# 케미 사미어
케미 사미어는 사멸한 언어로, 핀란드에서 사용되었던 사미어 중 하나이다. 핀란드에서 사용된 사미어 중 지리적으로 가장 남쪽에 위치해 있으며, 남쪽으로는 쿠사모 지역 근처까지 사용되었다. 
케미 사미어는 여러 지역적 변이형으로 구성되어 있었는데, 이들은 사미어파의 다른 사미어들과 변별되었으나, 이나리 사미어와 스콜트 사미어의 방언 연속체 형태로 존재하였다.

## 예시
다음은 케미 사미어로 된 주기도문이다.
Äätj miin, ki lak täivest.
Paisse läos tu nammat.
Alda pootos tu väldegodde.
Läos tu taattot nou täivest, ku ädnamest.
Adde miji täb päiv miin juokpäiv laip.
Ja adde miji miin suddoit addagas, nou ku miieg addep miin velvolidäme.
Ja ale sääte miin kjäusaussi.
Mutto tjouta miin pahast.
Tälle tu li väldegodde, vuöjme ja kudne ijankaikisest.
Amen.

## 같이 보기
- 사미어군
- 이나리 사미어
- 식민주의